# Thận

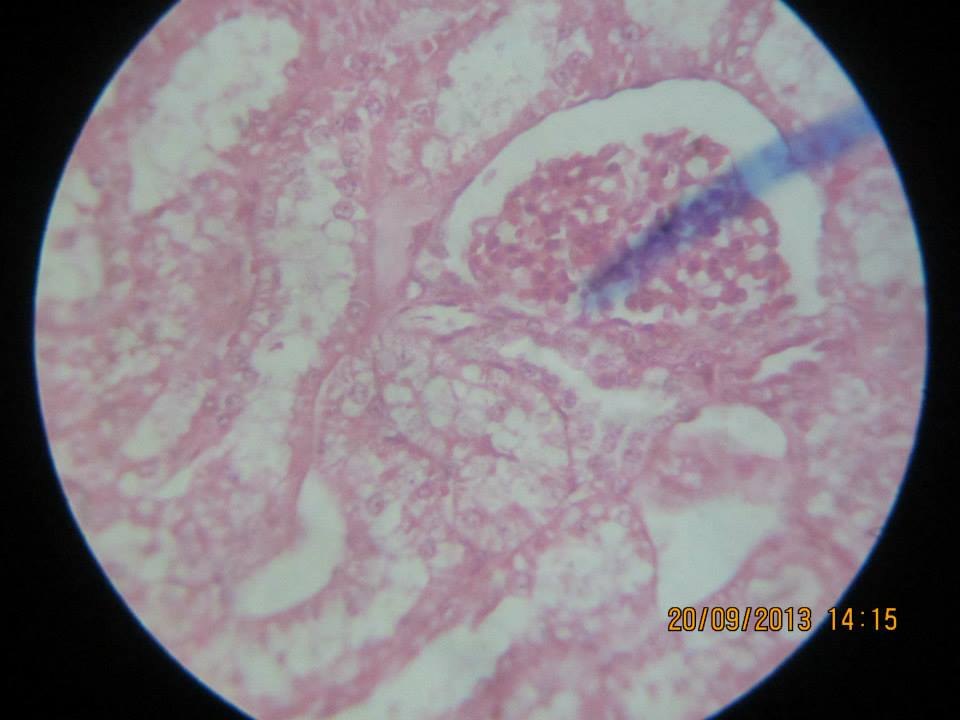
Tiêu bản thận thỏ

Thận (hay cật thường khi nói đến cơ thể loài thú) là một tạng (cơ quan) trong hệ tiết niệu, có hai quả, có nhiều chức năng, được tìm thấy trong một số loại động vật có xương sống và không xương sống. Chúng là một bộ phận quan trọng của hệ tiết niệu và cũng có chức năng hằng định nội môi như điều chỉnh các chất điện phân, duy trì sự ổn định axit-base, và điều chỉnh huyết áp. Các quả thận đóng vai trò là bộ lọc máu tự nhiên trong cơ thể, và các chất thải theo niệu quản được dẫn đến bàng quang để thải ra ngoài. Trong việc tạo ra nước tiểu, các quả thận bài tiết các chất thải như urê, acid uric và amonia; thận cũng có nhiệm vụ tái hấp thụ nước, glucose, và các amino acid. Thận cũng sản xuất các hóc môn như calcitriol, renin, và erythropoietin.

## Hình dáng, vị trí giải phẫu người
Thận có hình hạt đậu nằm trong khoang bụng sau phúc mạc đối xứng nhau qua cột sống, ngang đốt ngực T11 đến đốt thắt lưng L3. Thận phải nằm thấp hơn thận trái một chút (Có ý kiến cho rằng thận phải bị đè bởi gan to nhất trong các tạng nên mới như vậy). Mặt trước thận nhẵn bóng còn mặt sau thì sần sùi. Các quả thận nhận máu từ cặp động mạch thận bắt nguồn từ động mạch chủ bụng, và chảy vào các cặp tĩnh mạch thận. Mỗi quả thận tiết nước tiểu vào niệu quản, là một cấu trúc cặp đôi dẫn nước tiểu vào bàng quang.
Phía trên mỗi quả thận là tuyến nội tiết thượng thận

## Cấu tạo

### Cấu tạo chung
Mỗi quả thận dài khoảng 10 - 12.5 cm, rộng 5–6 cm, dày 3–4 cm và nặng khoảng 170g, có một bờ lồi, một bờ lõm và được bọc bởi vỏ xơ. Ở bờ lõm có một chỗ lõm sâu gọi là rốn thận là nơi mạch máu và các tổ chức thận liên quan.Thận gồm 2 vùng: vùng ngoài cùng là phần vỏ (có màu hồng tới đỏ hay đỏ sẫm) dày khoảng 7 - 10mm, vùng kế tiếp là phần tủy và một khoang rỗng được gọi là bể thận hay tháp thận.
| Liên quan Thận | Thận phải | Thận trái                                                                                                   |
| -------------- | --- | --- |
| Phía trước     | -Đầu trên: tuyến thượng thận. -Bờ trong: tá tràng, tĩnh mạch chủ bụng. -Mặt trước đại tràng lên, gan, ruột                                                                                   | -Đầu trên: tuyến thượng thận. -Mặt sau dạ dày, đuôi tụy, lách, góc đại tràng trái và đại tràng xuống, ruột. |
| Phía sau       | Xương sườn XII chia làm 2 tầng: -Tầng ngực ở trên: liên quan chủ yếu với xương sườn XI, XII, cơ hoành, góc sườn hoành của màng phổi. -Tầng thất lưng ở dưới: liên quan vớ các khối cơ ở lưng | |
| Phía trong     | -Cơ thắt lưng và phần bụng của thần kinh giao cảm. -Bó mạch tuyến thượng thận, bó mạch thận, phần trên niệu quản, tĩnh mạch chủ dưới bên phải và ĐMC bụng bên phải                           | |

### Cấu tạo vi thể và siêu vi thể

1. Tháp thận •
2. Động mạch gian thùy •
3. Động mạch thận •
4. Tĩnh mạch thận
5. Rốn thận •
6. Bể thận •
7. Niệu quản •
8. Đài thận bé •
9. Vỏ thận •
10. Inferior renal capsule •
11. Superior renal capsule •
12. Tĩnh mạch gian tiểu thùy •
13. Nephron •
14. Đài thận bé •
15. Đài thận lớn •
16. Nhú thận •
17. Cột thận

Quan sát trên kính lúp có thể thấy rõ ở phần vỏ thận gồm các chấm đỏ, nhỏ li ti, đường kính khoảng 0,2mm. Đó là các cầu thận, còn được gọi là tiểu cầu Malpighi. Cầu thận, nang cầu thận và ống thận tạo thành một đơn vị chức năng. Nang cầu thận hay còn gọi là nang Bowman, do nhà khoa học Bowman phát hiện và mô tả nó, thực chất là một cái túi gồm 2 lớp mà lớp trong tiếp giáp với búi mao mạch (chính là cầu thận).
Nhu mô thận: Gồm hai phần có màu sắc khác nhau: vùng vỏ màu đỏ nhạt ở phía ngoài và vùng tủy màu đỏ thẫm ở phía trong.
Vùng vỏ: Dày khoảng 4mm bao gồm các hạt thận (hay tiểu cầu thận, hay tiểu cầu Malpighi); phần vỏ nằm giữa các tháp thận, gọi là cột thận.
Vùng tủy: Được cấu tạo bởi các tháp thận (tháp Malpighi). Mỗi tháp thận là một khối hình nón có đáy hướng về vỏ thận đỉnh hướng về bể thận. Đỉnh của tháp thận gọi là gai thận (nhú thận). Tháp thận thường nhiều hơn nhú thận. Mỗi thận có khoảng 12 gai thận.Trên mặt mỗi gai thận có nhiều lỗ nhỏ (từ 15-20 lỗ), đó là lỗ của các ống góp mở vào đài thận.

Ống thận thực chất cũng gồm 3 đoạn khác biệt nhau là ống lượn gần, quai Henle và ống lượn xa. Ống lượn gần và ống lượn xa nằm trong phần vỏ, quai Henle nằm trong phần tủy.
Trên phần tủy là các tháp thận (hình tháp) được tạo bởi một phần các ống thận. Mỗi quả thận có thể gồm hàng chục tháp thận (hay còn gọi là tháp Manpighi).

## Bài tiết nước tiểu ở thận
Nước tiểu được tạo thành ở các đơn vị chức năng của thận (nephron). Đầu tiên là quá trình lọc máu qua màng lọc ở vách mao mạch ở cầu thận để tạo thành nước tiểu đầu ở nang cầu thận. Mỗi phút, động mạch thận đưa 1 lít máu vào thận, 40% số đó là hồng cầu không qua được lỗ lọc. Như vậy, chỉ 60% số đó tức 600ml huyết tương vào cầu thận mỗi phút, nhưng khi đó ở động mạch đi chỉ còn 480ml, nghĩa là có 120ml lọt qua lỗ lọc sang nang cầu thận tạo thành nước tiểu đầu. Làm phép nhân đơn giản thì mỗi ngày sẽ có khoảng 172 lít nước tiểu đầu được hình thành.
Sau đó là quá trình hấp thụ lại. Quá trình hấp thụ lại đã biến 172 lít nước tiểu đầu thành 1,5 lít nước tiểu chính thức mỗi ngày. Các chất độc hại còn sót lại trong 480ml huyết tương qua cầu thận vào động mạch đi sẽ được lọc tiếp ở ống thận nhờ quá trình bài tiết tiếp.
Nước tiểu chính thức sẽ đổ vào bể thận, xuống ống dẫn nước tiểu, tích trữ ở bóng đái (bàng quang) rồi được thải ra ngoài qua ống đái.

## Những thói quen phổ biến gây hại cho thận
1. Lạm dụng thuốc giảm đau
Sử dụng lâu dài hoặc liều lượng lớn các loại thuốc kháng viêm giảm đau như các thuốc giảm đau, indomethacin, acetaminophen và aspirin sẽ gây hại cho thận rất nhiều.
2. Uống quá nhiều nước ngọt và nước có ga
Mức độ pH bình thường của cơ thể con người là 7,35-7,45 trong khi đó những thức uống nói chung có độ axit cao và mức độ pH của cơ thể sẽ thay đổi đáng kể sau khi hấp thụ các loại đồ uống như vậy. Thận là cơ quan chính để điều chỉnh độ pH của cơ thể, vì thế khi mà cơ thể phải hấp thụ quá nhiều nước ngọt và nước uống có ga trong một thời gian dài sẽ làm tăng gánh nặng cho thận và làm tăng xác suất gây tổn thương thận.
3. Bánh mỳ ngọt
Có một loại phụ gia thực phẩm được gọi là kali bromat trong bánh mỳ và bánh ngọt làm cho bánh mềm và thơm ngon hơn. Tuy nhiên, ăn quá nhiều chất này có thể gây ra tổn hại cho hệ thống thần kinh trung ương, máu và thận.
4. Ăn quá nhiều
Ngày nay mọi người đều có rất nhiều cơ hội để gặp nhau, tụ họp ăn uống tuy nhiên việc này thường được nói là vui câu chuyện mà ăn uống quá mức. Nhất là những bữa ăn nhiều đạm, rượu, bia, nước ngọt. Hầu hết chúng đều lọc thải qua thận và gan. Vì vậy ăn uống quá nhiều, không khoa học chắc chắn sẽ làm tăng gánh nặng cho các cơ quan tiêu hóa của bạn.
5. Uống trà đặc sau khi uống rượu
Một số người nghĩ rằng trà đặc có thể "giải" rượu. Thực tế nó sẽ gây tác hại đến thận thay vì hiệu quả như mọi người thường nghĩ. Các chuyên gia đã chỉ ra rằng chất theophylline trong trà có tác dụng làm lợi tiểu và nó có thể ảnh hưởng khá nhanh đến thận. Rượu không có thời gian để phân hủy do đó gây ra kích thích ethanol làm ảnh hưởng nghiêm trọng cho thận.
7. Lạm dụng muối
Một chế độ ăn mặn có thể dẫn đến cao huyết áp. Lượng máu trong thận không thể duy trì lưu thông được bình thường, do đó dễ gây tổn hại cho thận.
8. Nhịn tiểu
Một số người vì quá bận rộn với công việc mà quên không đi tiểu, không có thói quen đứng lên đi tiểu hoặc cố nhịn để làm nốt việc khiến nước tiểu bị giữ lại trong bàng quang quá lâu. Các chuyên gia cho rằng việc nhịn tiểu quá lâu có thể gây ra nhiễm trùng đường tiết niệu và viêm đài bể thận. Một khi bệnh nhiễm trùng này bị tái đi tái lại thường xuyên, nó sẽ dẫn đễn nhiễm trùng mãn tính và rất khó để phục hồi sức khỏe của thận.
9. Uống quá ít nước
Nếu không uống nước trong một thời gian dài sẽ làm giảm lượng nước tiểu đồng nghĩa với việc các chất thải và độc tố trong nước tiểu sẽ tăng lên. Các bệnh lâm sàng thông thường như sỏi thận và thận ứ nước có mối quan hệ chặt chẽ với việc không uống đủ nước mỗi ngày.

## Các biện pháp giữ gìn thận khỏe mạnh
1. Uống nhiều nước
Bạn có tự hỏi tại sao bạn cần uống 8-10 ly nước mỗi ngày? Nếu cơ thể không được cung cấp đủ nước, thận và máu của bạn sẽ không hoạt động tốt, thận sẽ không thể tạo ra các áp lực nước đủ lớn để đẩy các chất thải thông qua đường tiết niệu để ra ngoài cơ thể. Chất thải độc đọng lại trong thận là nguyên nhân gây ra sỏi thận. Vì vậy, để giữ cho thận khỏe mạnh, hãy uống đủ nước mỗi ngày, kể cả các loại nước khác ngoài nước lọc.
2. Ăn các loại thực phẩm làm sạch cơ thể
Trái cây và rau quả giúp thận loại bỏ axit dư thừa ra khỏi cơ thể và bài tiết trong nước tiểu. Thực phẩm có chứa chất chống oxy hóa có thể giúp nhiều tế bào, trong đó có cả các tế bào ở thận tránh được các thiệt hại do các gốc tự do trong cơ thể gây ra.
Một số thực phẩm giữ cho thận khỏe mạnh bạn nên ăn bao gồm:
- Giấm táo dạng viên hoặc dung dịch: thành phần hóa học tự nhiên có trong giấm táo giúp làm tan sỏi calci hoặc những cặn lắng có trong thận, nhưng lại không gây hại hay làm kích ứng lớp màng của thận.
- Lòng trắng trứng: Lòng trắng trứng cung cấp nhiều protein chất lượng cao và các amino acid thiết yếu hơn so với các nguồn protein khác như lòng đỏ trứng hoặc thịt. Vì vậy, nó rất tốt cho thận.
- Bắp cải: Hàm lượng vitamin K, vitamin C, chất xơ, vitamin B6 và axit folic... trong bắp cải rất cao. Vì vậy mà bắp cải được coi là thực phẩm giúp thanh lọc máu và thải độc cho thận rất tốt.
- Ớt chuông: Ớt chuông (ớt ngọt) cũng là một loại thực phẩm chứa rất nhiều lycopene, vitamin C và vitamin A, cũng như vitamin B6, axit folic và chất xơ. Với hàm lượng kali không cao, ớt chuông cũng có tác dụng làm sạch thận giống như bắp cải và nhiều loại rau khác. Khi tiêu thụ vào cơ thể, ớt chuông sẽ giải độc thận giúp đào thải axit uric dư thừa từ thận.
- Quả nam việt quất: Quả nam việt quất có chứa một chất dinh dưỡng thiết yếu và các chất chống oxy hóa gọi là proanthocyanidin. Ngoài ra, nó cũng giàu quinine - một chất có thể chuyển đổi thành axit hippuric giúp loại bỏ độc tố khỏi cơ thể.

3. Bổ sung magnesi
Cơ thể bạn rơi vào tình trạng huyết áp cao và lưu trữ nhiều chất thải độc là do hàm lượng magnesi trong cơ thể bị thiếu. Hàm lượng magnesi bị thiếu khiến cho chức năng thận có thể bị ảnh hưởng, đặc biệt là không lọc thải được hết chất độc. Để đảm bảo rằng cơ thể bạn đang nhận được đủ magnesi để giữ thận hoạt động tốt, bạn hãy ăn nhiều loại rau có màu xanh lá cây, các loại hạt và ngũ cốc.
4. Cắt giảm tiêu thụ lượng natri (muối) và protein
Cơ thể mất rất nhiều năng lượng loại bỏ những thứ không cần thiết như protein dư thừa, muối và thậm chí cả nước. Nếu những thành phần này quá nhiều trong cơ thể, thận là bộ lọc của cơ thể sẽ phải làm việc nhiều hơn. Natri hay protein là cần thiết trong việc duy trì cân bằng chất lỏng, nhưng nếu chúng dư thừa trong cơ thể và không được đào thải ra hết thì có thể gây ra bệnh thận, cao huyết áp và có thể dẫn đến đau tim và đột quỵ.

## Ứng dụng
Sinh lý học thận là môn khoa học nghiên cứu về chức năng thận, trong khi thận học là chuyên khoa y học nghiên cứu các bệnh về thận. Bệnh thận rất đa dạng, nhưng các cá nhân mắc bệnh thận thường thể hiện các đặc tính lâm sàng đặc trưng. Các điều kiện lâm sàng phổ biến liên quan đến thận như: hội chứng thận và hội chứng thận hư, thận nang, tổn thương thận cấp tính, bệnh thận mãn tính, nhiễm trùng đường tiết niệu, sỏi thận, và tắc nghẽn đường tiết niệu. Có nhiều kiểu ung thư thận đã được phát hiện; ung thư thận phổ biến ở người lớn là ung thư biểu mô tế bào thận. Ung thư, u nang, và một số tình trạng thận khác có thể được khống chế bằng cách cắt bỏ thận. Khi chức năng thận, được đo bằng tỷ lệ lọc cầu thận, liên tục giảm, sự thẩm tách và cấy ghép thận có thể là một trong các lựa chọn để điều trị.